# Бозио
Бозио (итал. Bosio) је насеље у Италији у округу Алесандрија, региону Пијемонт.
Према процени из 2011. у насељу је живело 925 становника. Насеље се налази на надморској висини од 345 м.

## Становништво
| 1931. | 1936. | 1951. | 1961. | 1971. | 1981. | 1991. | 2001. | 2011. |
| ----- | ----- | ----- | ----- | ----- | ----- | ----- | ----- | ----- |
| 2.525 | 2.378 | 2.025 | 1.701 | 1.507 | 1.329 | 1.217 | 1.177 | 1.217 |